# Guremu Demboba
Guremu Demboba (nascido em 15 de dezembro de 1934) é um ex-ciclista etiopiano.

## Carreira
Disputou as Olimpíadas de Melbourne 1956 e Roma 1960, competindo no ciclismo de estrada. Em 1956, Demboba terminou em nono na prova de estrada por equipes e foi o 25º colocado na proca individual. Em 1960, participou na prova individual, mas não conseguiu terminar a corrida. Foi o 28º no contrarrelógio por equipes (100 km).